# Ziljsko narečje
Ziljsko narečje ali ziljščina je najzahodnejše narečje slovenskega jezika in spada v koroško narečno skupino. Govori se na območju Ziljske doline med Šmohorjem in Baškim jezerom, v gornji Kanalski dolini vzhodno od Tablje in vzdolž gornjega toka Save Dolinke vse do Gozd Martuljka. Ziljsko narečje vključuje tudi kranjskogorsko podnarečje oz. subdialekt. Poglavitna naselja na območju ziljskega narečja so: Bela Peč, Lipalja vas, Naborjet, Ovčja vas, Rabelj, Trbiž, Ukve in Žabnice v Italiji; Bače, Bistrica na Zilji in Podklošter v Avstriji ter Podkoren, Rateče, Kranjska gora in Gozd Martuljek v Sloveniji. 